# Alianza Popular
|  | Per a altres significats, vegeu «Aliança Popular». |

L'Aliança Popular (en castellà Alianza Popular; AP), és uns dels partits d'ideologia liberal conservadora que va sorgir durant el període de la transició espanyola, dirigit per Manuel Fraga Iribarne. Fou creat el 9 d'octubre de 1976. Es diu que a partir d'una sèrie de reunions entre els anys 1972 i 1976, organitzades a la Masia del Puig (Santa Creu de Jutglar) entre Manuel Fraga Iribarne, Josep Maria Santacreu, Manuel Milián Mestre i altres membres van acordar la creació d'Aliança Popular; que incorporava antics governants del règim franquista:
- Reforma Democràtica, liderada per Manuel Fraga Iribarne, ministre d'Informació i Turisme entre 1962 i 1969, i vicepresident del Govern i ministre de la Governació entre 1975 i 1976.
- Unión del Pueblo Español, liderada per Cruz Martínez Esteruelas, ministre de Planificació de Desenvolupament entre 1973 i 1974 i ministre d'Educació i Ciència entre 1974 i 1976.
- Acción Democrática Española, liderada per Federico Silva Muñoz, ministre d'Obres Públiques entre 1965 i 1970.
- Democracia Social, liderada per Licinio de la Fuente de la Fuente, ministre de Treball entre 1969 i 1975, així com vicepresident del Govern entre 1974 i 1975
- Acció Regional, liderada per Laureà López Rodó, ministre sense cartera entre 1965 i 1967, ministre del Plan de Desarrollo entre 1967 i 1973 i ministre d'Afers exteriors entre 1973 i 1974.
- Unión Social Popular, liderada per Enrique Thomas de Carranza.
- Unión Nacional Española, liderada per Gonzalo Fernández de la Mora, ministre d'Obres Públiques entre 1970 i 1974.
- Altres petits partits de centredreta

## Història
A les eleccions generals espanyoles de 1977 va obtenir 16 escons i el 8,2% dels vots. Durant els anys 80, va formar coalició amb el PDP, i rebé el nom de Coalició Popular, i finalment a l'any 1989 es va refundar en l'actual Partit Popular.
Des de 1982 es convertí en el segon partit polític d'Espanya i el grup majoritari de l'oposició parlamentari nacional. El ingressà a formar part de la IDU (Unió Democràctica Internacional), organització de partits conservadors, liberals i democristians.
El 1989, diputats espanyols elegits a les eleccions al Parlament Europeu de 1989 formaren part del Grup Parlamentari del Partit Popular. El gener d'eixe any es va celebrar el novè congrés del partit, adoptant el nom de Partit Popular.

## Resultats electorals

### Corts Generals
| Corts Generals |                       |                       |                       |          |         |          |       |              |                    |
| Any            | Congrés               | Congrés               | Congrés               | Congrés  | Congrés | Senat    | Senat | Líder        | Govern             |
| Any            | Vots                  | %                     | #                     | Escons   | +/-     | Escons   | +/–   | Líder        | Govern             |
| 1977           | 1,526,671             | 8.3                   | 4t                    | 16 / 350 | —       | 2 / 207  | —     | Manuel Fraga | Suport extern      |
| 1979           | Dins de Coalició Dem. | Dins de Coalició Dem. | Dins de Coalició Dem. | 6 / 350  | 10      | 3 / 208  | 1     | Manuel Fraga | Suport extern      |
| 1979           | Dins de Coalició Dem. | Dins de Coalició Dem. | Dins de Coalició Dem. | 6 / 350  | 10      | 3 / 208  | 1     | Manuel Fraga | Oposició (1980-82) |
| 1982           | Dins de Coalició Pop. | Dins de Coalició Pop. | Dins de Coalició Pop. | 83 / 350 | 77      | 41 / 208 | 38    | Manuel Fraga | Oposició           |
| 1986           | Dins de Coalició Pop. | Dins de Coalició Pop. | Dins de Coalició Pop. | 69 / 350 | 14      | 43 / 208 | 2     | Manuel Fraga | Oposició           |

### Eleccions europees
| Parlament Europeu |           |        |    |         |     |              |
| Any               | Vots      | %      | #  | Escons  | +/– | Líder        |
| 1987              | 4,747,283 | 24.65% | 2n | 17 / 60 | —   | Manuel Fraga |